# Canoagem nos Jogos Olímpicos de Verão de 1980
A canoagem nos Jogos Olímpicos de Verão de 1980 foi realizada em Moscou, na ex-União Soviética, com onze eventos disputados entre 30 de julho e 2 de agosto.

## Eventos da canoagem
Masculino:

Velocidade:
 C-1 500 metros | C-1 1000 metros | C-2 500 metros | C-2 1000 metros | K-1 500 metros | K-1 1000 metros | K-2 500 metros | K-2 1000 metros | K-4 1000 metros
Feminino:

Velocidade:
 K-1 500 metros | K-2 500 metros

## Masculino

### C-1 500 metros masculino
| Pos. | País                    | Atletas           | Tempo   |
| ---- | ----------------------- | ----------------- | ------- |
|      | União Soviética (URS)   | Sergei Postrekhin | 1m53.37 |
|      | Bulgária (BUL)          | Lubomir Lubenov   | 1m53.49 |
|      | Alemanha Oriental (GDR) | Olaf Heukrodt     | 1m54.38 |

### C-1 1000 metros masculino
| Pos. | País                    | Atletas           | Tempo   |
| ---- | ----------------------- | ----------------- | ------- |
|      | Bulgária (BUL)          | Lubomir Lubenov   | 4m12.38 |
|      | União Soviética (URS)   | Sergei Postrekhin | 4m13.53 |
|      | Alemanha Oriental (GDR) | Eckhard Leue      | 4m15.02 |

### C-2 500 metros masculino
| Pos. | País           | Atletas                        | Tempo   |
| ---- | -------------- | ------------------------------ | ------- |
|      | Hungria (HUN)  | László Foltán István Vaskúti   | 1m43.39 |
|      | Romênia (ROM)  | Ivan Potzaichin Petre Capusta  | 1m44.12 |
|      | Bulgária (BUL) | Borislav Ananiev Nikolai Ilkov | 1m44.83 |

### C-2 1000 metros masculino
| Pos. | País                    | Atletas                       | Tempo   |
| ---- | ----------------------- | ----------------------------- | ------- |
|      | Romênia (ROM)           | Ivan Potzaichin Toma Simionov | 3m47.65 |
|      | Alemanha Oriental (GDR) | Olaf Heukrodt Uwe Madeja      | 3m49.93 |
|      | União Soviética (URS)   | Vasily Yurchenko Yuri Lobanov | 3m51.28 |

### K-1 500 metros masculino
| Pos. | País                  | Atletas              | Tempo   |
| ---- | --------------------- | -------------------- | ------- |
|      | União Soviética (URS) | Vladimir Parfenovich | 1m43.43 |
|      | Austrália (AUS)       | John Sumegi          | 1m44.12 |
|      | Romênia (ROM)         | Vasile Dîba          | 1m44.90 |

### K-1 1000 metros masculino
| Pos. | País                    | Atletas        | Tempo   |
| ---- | ----------------------- | -------------- | ------- |
|      | Alemanha Oriental (GDR) | Rüdiger Helm   | 3m48.77 |
|      | França (FRA)            | Alain Lebas    | 3m50.20 |
|      | Romênia (ROM)           | Ion Bîrlădeanu | 3m50.49 |

### K-2 500 metros masculino
| Pos. | País                    | Atletas                               | Tempo   |
| ---- | ----------------------- | ------------------------------------- | ------- |
|      | União Soviética (URS)   | Vladimir Parfenovich Sergei Chukhrai  | 1m32.38 |
|      | Espanha (ESP)           | Herminio Menéndez Guillermo del Riego | 1m33.65 |
|      | Alemanha Oriental (GDR) | Rüdiger Helm Bernd Olbricht           | 1m34.00 |

### K-2 1000 metros masculino
| Pos. | País                  | Atletas                              | Tempo   |
| ---- | --------------------- | ------------------------------------ | ------- |
|      | União Soviética (URS) | Vladimir Parfenovich Sergei Chukhrai | 3m26.72 |
|      | Hungria (HUN)         | István Szabó István Joós             | 3m28.49 |
|      | Espanha (ESP)         | Luis Ramos Misioné Herminio Menéndez | 3m28.66 |

### K-4 1000 metros masculino
| Pos. | País                    | Atletas                                                      | Tempo   |
| ---- | ----------------------- | ------------------------------------------------------------ | ------- |
|      | Alemanha Oriental (GDR) | Rüdiger Helm Bernd Olbricht Harald Marg Bernd Duvigneau      | 3m13.76 |
|      | Romênia (ROM)           | Mihai Zafiu Vasile Dîba Ion Geanţǎ Nicuşor Eşanu             | 3m15.35 |
|      | Bulgária (BUL)          | Borislav Borissov Bojidar Milenkov Lazar Khristov Ivan Manev | 3m15.46 |

## Feminino

### K-1 500 metros feminino
| Pos. | País                    | Atletas            | Tempo   |
| ---- | ----------------------- | ------------------ | ------- |
|      | Alemanha Oriental (GDR) | Birgit Fischer     | 1m57.96 |
|      | Bulgária (BUL)          | Vanja Gesheva      | 1m59.48 |
|      | União Soviética (URS)   | Antonina Melnikova | 1m59.66 |

### K-2 500 metros feminino
| Pos. | País                    | Atletas                         | Tempo   |
| ---- | ----------------------- | ------------------------------- | ------- |
|      | Alemanha Oriental (GDR) | Carsta Genäuß Martina Bischof   | 1m43.88 |
|      | União Soviética (URS)   | Galina Alexeyeva Nina Trofimova | 1m46.91 |
|      | Hungria (HUN)           | Éva Rakusz Maria Zakariás       | 1m47.95 |

## Quadro de medalhas da canoagem
| Ordem | País                  | Medalha de ouro | Medalha de prata | Medalha de bronze | Total |
| ----- | --------------------- | --------------- | ---------------- | ----------------- | ----- |
| 1     | URS União Soviética   | 4               | 2                | 2                 | 8     |
| 2     | GDR Alemanha Oriental | 4               | 1                | 3                 | 8     |
| 3     | BUL Bulgária          | 1               | 2                | 2                 | 5     |
| 3     | ROM Romênia           | 1               | 2                | 2                 | 5     |
| 5     | HUN Hungria           | 1               | 1                | 1                 | 3     |
| 6     | ESP Espanha           | 0               | 1                | 1                 | 2     |
| 7     | AUS Austrália         | 0               | 1                | 0                 | 1     |
| 7     | FRA França            | 0               | 1                | 0                 | 1     |